# Helmut Pramstaller
Helmut Pramstaller (* 3. Juli 1966 in Osttirol) ist ein österreichischer Snowboarder. 

## Karriere
Er wurde 1997 Weltmeister im Boardercross. 1996 wurde er WM-Dritter im Parallelslalom und im Riesenslalom.
1997 erhielt er das Silberne Ehrenzeichen für Verdienste um die Republik Österreich.

## Privates
Sein Sohn Kilian Pramstaller ist als Skirennläufer aktiv.

## Erfolge

### Weltmeisterschaften
- Lienz 1996: 3. Parallelslalom, 3. Riesenslalom
- Innichen 1997: 1. Snowboardcross, 7. Parallelslalom, 8. Slalom, 32. Riesenslalom

### Weltcup
- 8 Podestplätze davon 3 Siege

| Datum             | Ort              | Land        | Disziplin      |
| ----------------- | ---------------- | ----------- | -------------- |
| 3. Februar 1996   | Hindelang        | Deutschland | Parallelslalom |
| 2. März 1996      | Sun Peaks Resort | Kanada      | Parallelslalom |
| 23. November 1996 | Zell am See      | Österreich  | Snowboardcross |